# 庞泮池
庞泮池（1919年—1999年），女，汉族，上海人，中国中医妇科学家，曾任上海中医学院主任医师、教授、博士生导师。